# Daniela Iraschko-Stolz
Daniela Iraschko-Stolz, avstrijska smučarska skakalka, * 21. november 1983, Eisenerz, Avstrija.
Daniela je bila pripadnica prve generacije ženskih skakalk, ki so nastopale v svetovnem pokalu. Leta 2015 je osvojila veliki kristalni globus za skupno zmago.

## Tekmovalna kariera
Smučarske skoke trenira od leta 2000 dalje. 

### Začetki, 2002-05
Premierni nastop na tekmi kontinentalnega pokala je opravila 23. februarja 2002, ko je v Iron Mountainu zasedla 36. mesto. Leto dni kasneje je na tekmi FIS slavila prvo mednarodno zmago. To je bilo 18. januarja 2003 v Beljaku kjer je premagala Anette Sagen, najboljšo skakalko tistega obdobja. Nato je redno nastopala v prvi organizirani sezoni kontinentalnega pokala za ženske. Prvo zmago v celinskem pokalu je dosegla 23. julija 2004 v ameriškemu Park Cityu, ko ji je zopet uspelo premagati veliko norveško tekmico, Sagnovo. Nato je do konca sezone uspela še dvakrat zmagati in tekmovanje končala na skupno tretjem mestu s 620 točkami.

### Celinski pokal, 2005-12
Sezono 2005-06 je zaključila na skromnejšem sedmem mestu potem, ko je bila le enkrat uvrščena na oder za zmagovalke z drugim mestom. Skupno je osvojila 511 točk. V sezoni 2006-07 se je rezultatsko popravila, bila devetkrat na odru za zmagovalke, od tega petkrat druga in štirikrat tretja ter je na koncu zasedla skupno 4. mesto za 998 osvojenih točk.
Nato je v sezoni 2007-08 dosegla tri zmage, štiri druga in dve tretji mesti ter na koncu končala na drugem mestu z 928 točkami. Zaostala je le za takrat nepremagljivo Anette Sagen. V naslednji sezoni, 2008-09, je zabeležila pet zmag ter bila še trikrat druga in dvakrat tretja. Na koncu je bilo to dovolj za ponovno drugo mesto v skupni razvrstitvi.

#### Zmagovalka sezon 2010, 2011 in 2012
Po dveh skupnih drugih mestih, ko je obakrat zaostala zgolj za odlično norveško skakalko Anette Sagen, je v sezoni 2009-10 prišla Daniela na vrsto za zmagoslavje. V celi sezoni ji je uspelo nanizati kar trinajst zmag in štiri druga mesta. To je zneslo za skupaj 1644 osvojenih točk in za prepričljivo skupno zmago.
Nato je slavila tudi v sezoni 2010-11, ko je dosegla kar šestnajst zmag ter še pet drugih mest na vsega triindvajsetih tekmah. Tako je zopet prepričljivo zmagala v skupnem seštevku z 1445 točkami.
V sezoni 2011-12 je nastopala tako na tekmah celinskega kot tudi svetovnega pokala in v obeh tekmovanjih bila povsem pri vrhu. Skakala je na devetih tekmah za celinski pokal in na vseh pristala na odru za zmagovalke. Pet zmag, tri druga in eno tretje mesto je bil njen izkupiček, ki ji je prinesel tretjo zaporedno zmagoslavje v tem tekmovanju.

#### Svetovna prvakinja 2011
V februarju leta 2011 je nastopila na drugem svetovnem prvenstvu za ženske, ki je bilo organizirano na norveškem v Oslu, oziroma skakalni del na skakalnici na Holmenkollnu. Tam je zmagala na tekmi posameznic in se okitila z naslovom svetovne prvakinje.

### Svetovni pokal, 2012-16
Za sezono 2011-12 je FIS organizirala prvo tekmovanje za ženske skoke na ravni svetovnega pokala. Prva tekma je bila prirejena 3. decembra 2011 v Lillehammerju in na njej je nastopila tudi Daniela ter osvojila četrto mesto. Kasneje, na četrti tekmi sezone se ji je prvič uspelo zavihteti se na stopničke tudi v tem tekmovanju. Zatem je 4. februarja 2012 na tekmi v domačem Hinzenbachu prvič zmagala pred vsemi. Naslednjega dne je na istem prizorišču ponovno slavila, poleg tega je do konca sezone zbrala same uvrstitve med prvo deseterico in to je bilo dovolj, da je v tej zgodovinski prvi sezoni osvojila skupno drugo mesto. Zaostala je le za američanko Sarah Hendrickson.
V drugi sezoni, 2012-13, je nastopila na vsega osmih tekmah, dosegla eno zmago, eno drugo ter dve tretji mesti in sezono končala na 10. mestu z 390 točkami.
V sezoni 2013-14 je zabeležila dve zmagi, obe v Planici, in še pet uvrstitev na drugo mesto ter sezono zaključila na skupnem petem mestu z 682 osvojenimi točkami.

#### Srebrna olimpijka
Leta 2014 je nastopila na prvi ženski skakalni prireditvi na olimpijskih igrah v ruskem Sočiju. Tam je dne 11. februarja zasedla drugo mesto in se veselila osvojene srebrne medalje.

#### 2015: osvojen kristalni globus
V sezoni 2014-15 je dosegla pet posamičnih zmag ter bila še štirikrat druga, to je poleg ostalega, najslabša rezultata sta bila po eno peto in osmo mesto, zadostovalo da je na koncu slavila skupno zmago, potem ko je tekmico Saro Takanaši premagala za vsega 34 točk.
V sezoni 2015-16 je bila uvrščena na oder za zmagovalke enajstkrat, od tega sta dve zmagi in kar osem drugih mest. Japonska tekmica Takanašijeva je bila pač premočna in Daniela je bila na koncu skupno druga za 1139 osvojenih točk.

## Osebno
Daniela je lezbijka in od septembra leta 2013 dalje poročena v istospolni zvezi. Odtod ima dodatni priimek Stolz.
Januarja 2015 se je izkazala s »fair play« potezo, ko je na tekmi v Saporu posodila svoje smuči tekmici, Špeli Rogelj, ko je le ta ostala brez njih in se, zanimivo, potem na tekmi uvrstila točno pred Danielo na tretje mesto.

## Dosežki v svetovnem pokalu

### Naslovi
| Sezona | Discipline              |
| ------ | ----------------------- |
| 2015   | veliki kristalni globus |

### Uvrstitve po sezonah
| Sezona  | Uvrstitev | Točke |
| ------- | --------- | ----- |
| 2011-12 | 2         | 779   |
| 2012-13 | 10.       | 390   |
| 2013-14 | 5.        | 682   |
| 2014-15 | 1         | 1007  |
| 2015-16 | 2         | 1139  |
| 2016-17 | 6.        | 717   |

### Uvrstitve na stopničke po sezonah
| Sezona  | 1  | 2  | 3 | Skupaj |
| 2011-12 | 2  | 2  | 3 | 7      |
| 2012-13 | 1  | 1  | 2 | 4      |
| 2013-14 | 2  | 4  | - | 6      |
| 2014-15 | 5  | 4  | 1 | 10     |
| 2015-16 | 2  | 8  | 1 | 11     |
| 2016-17 | -  | 2  | 1 | 3      |
| Skupaj  | 12 | 21 | 8 | 41     |

### Zmage (16)
| Št. | Sezona  | Datum             | Prizorišče  | Skakalnica                        | Velikost |
| --- | ------- | ----------------- | ----------- | --------------------------------- | -------- |
| 1.  | 2011/12 | 4. februar 2012   | Hinzenbach  | Aigner-Schanze HS94               | srednja  |
| 2.  | 2011/12 | 5. februar 2012   | Hinzenbach  | Aigner-Schanze HS94               | srednja  |
| 3.  | 2012/13 | 9. december 2012  | Soči        | RusSki Gorki HS106                | srednja  |
| 4.  | 2013/14 | 25. januar 2012   | Planica     | Srednja HS104                     | srednja  |
| 5.  | 2013/14 | 26. januar 2012   | Planica     | Srednja HS104                     | srednja  |
| 6.  | 2014/15 | 24. januar 2015   | Oberstdorf  | Schattenbergschanze HS106         | srednja  |
| 7.  | 2014/15 | 25. januar 2015   | Oberstdorf  | Schattenbergschanze HS106         | srednja  |
| 8.  | 2014/15 | 31. januar 2015   | Hinzenbach  | Aigner-Schanze HS94               | srednja  |
| 9.  | 2014/15 | 7. februar 2015   | Râșnov      | Trambulina Valea Cărbunării HS100 | srednja  |
| 10. | 2014/15 | 15. februar 2015  | Ljubno      | Savina HS95                       | srednja  |
| 11. | 2015/16 | 12. december 2015 | Nižni Tagil | Tramplin Stork HS97               | srednja  |
| 12. | 2015/16 | 14. februar 2016  | Ljubno      | Savina HS95                       | srednja  |
| 13. | 2017/18 | 28. januar 2018   | Ljubno      | Savina HS94                       | srednja  |
| 14. | 2018/19 | 12. januar 2019   | Saporo      | Okurajama HS137                   | velika   |
| 15. | 2018/19 | 18. januar 2019   | Zao         | Jamagata HS102                    | srednja  |
| 16. | 2018/19 | 10. marec 2019    | Oslo        | Holmenkollbakken HS134            | velika   |